# بروميد الفاناديوم الثنائي
بروميد الفاناديوم الثنائي هو مركب كيميائي لاعضوي صيغته VBr2، ويوجد على هيئة صلب بني اللون.

## التحضير
يحضر المركب من الاختزال الحراري لمركب بروميد الفاناديوم الثلاثي باستخدام الهيدروجين:
{\displaystyle \mathrm {2\ VBr_{3}+H_{2}\longrightarrow 2\ VBr_{2}+2\ HBr} }

## الخواص
يوجد المركب في الشروط القياسية على هيئة صلب بلوري بني اللون، وهو قابل للانحلال في الماء، وتكون محاليله في الماء ذات لون بنفسجي.